# Fréchou-Fréchet
Fréchou-Fréchet település Franciaországban, Hautes-Pyrénées megyében. Lakosainak száma 173 fő (2022. január 1.). Fréchou-Fréchet Mascaras, Barbazan-Dessus, Hitte, Montignac és Oueilloux községekkel határos.

## Népesség
A település népességének változása:
| Lakosok száma | 151  | 163  | 165  | 163  | 164  | 164  | 167  | 172  | 173  |
|               | 2013 | 2015 | 2016 | 2017 | 2018 | 2019 | 2020 | 2021 | 2022 |